# Jan Bogusław Gimbutt
Jan Bogusław Gimbutt herbu własnego – chorąży starodubowski, wojski wileński w 1687 roku, cześnik starodubowski od 1673 roku.
Poseł sejmiku starodubowskiego na sejm nadzwyczajny 1693 roku i sejm 1695 roku.
Był elektorem Augusta II Mocnego z powiatu starodubowskiego w 1697 roku.